# Saint-Laurent-sous-Coiron
Saint-Laurent-sous-Coiron è un comune francese di 122 abitanti situato nel dipartimento dell'Ardèche della regione dell'Alvernia-Rodano-Alpi.

## Società

### Evoluzione demografica
Abitanti censiti